# Billy Wulff

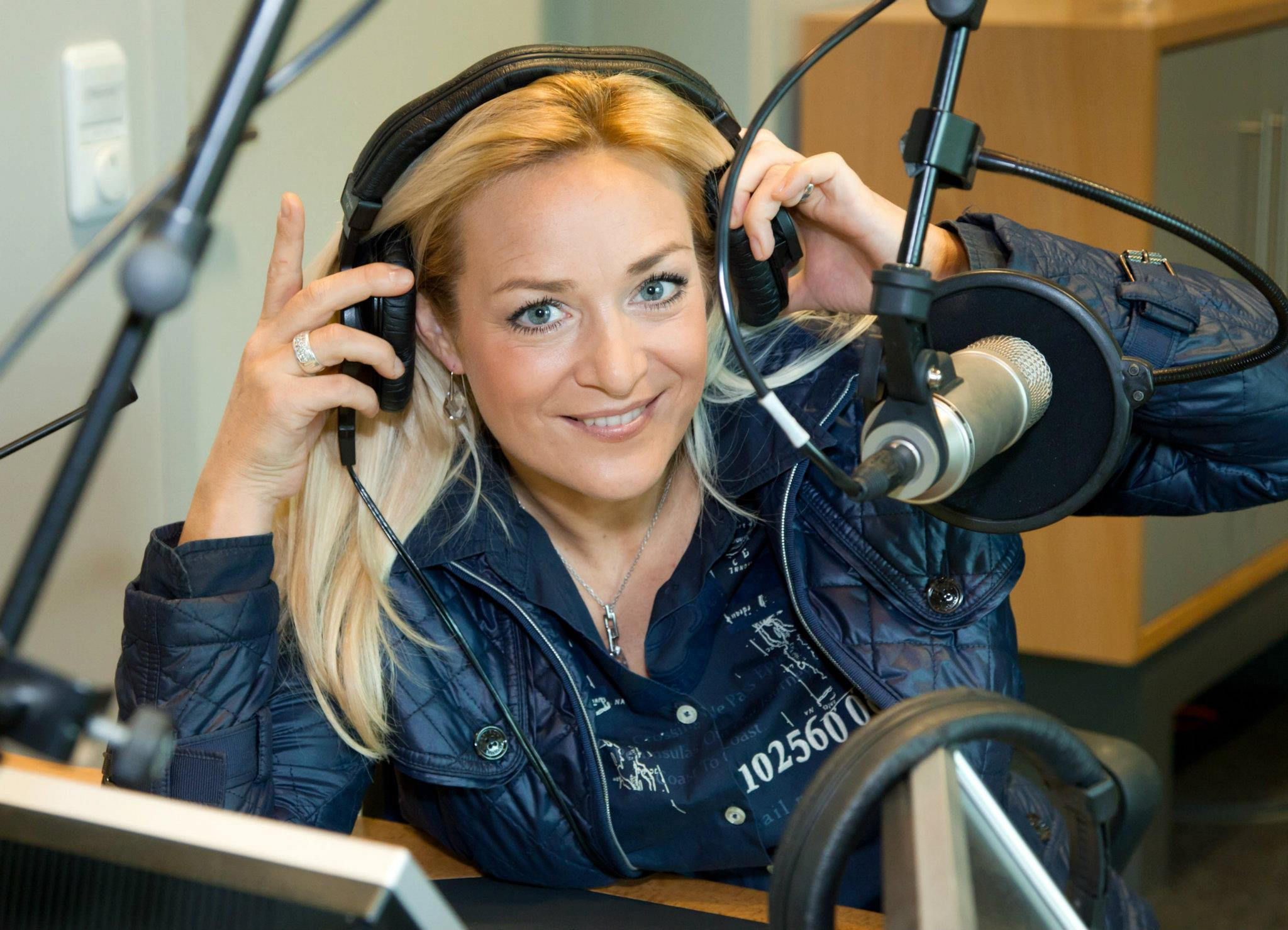
Billy Wulff im Sendestudio

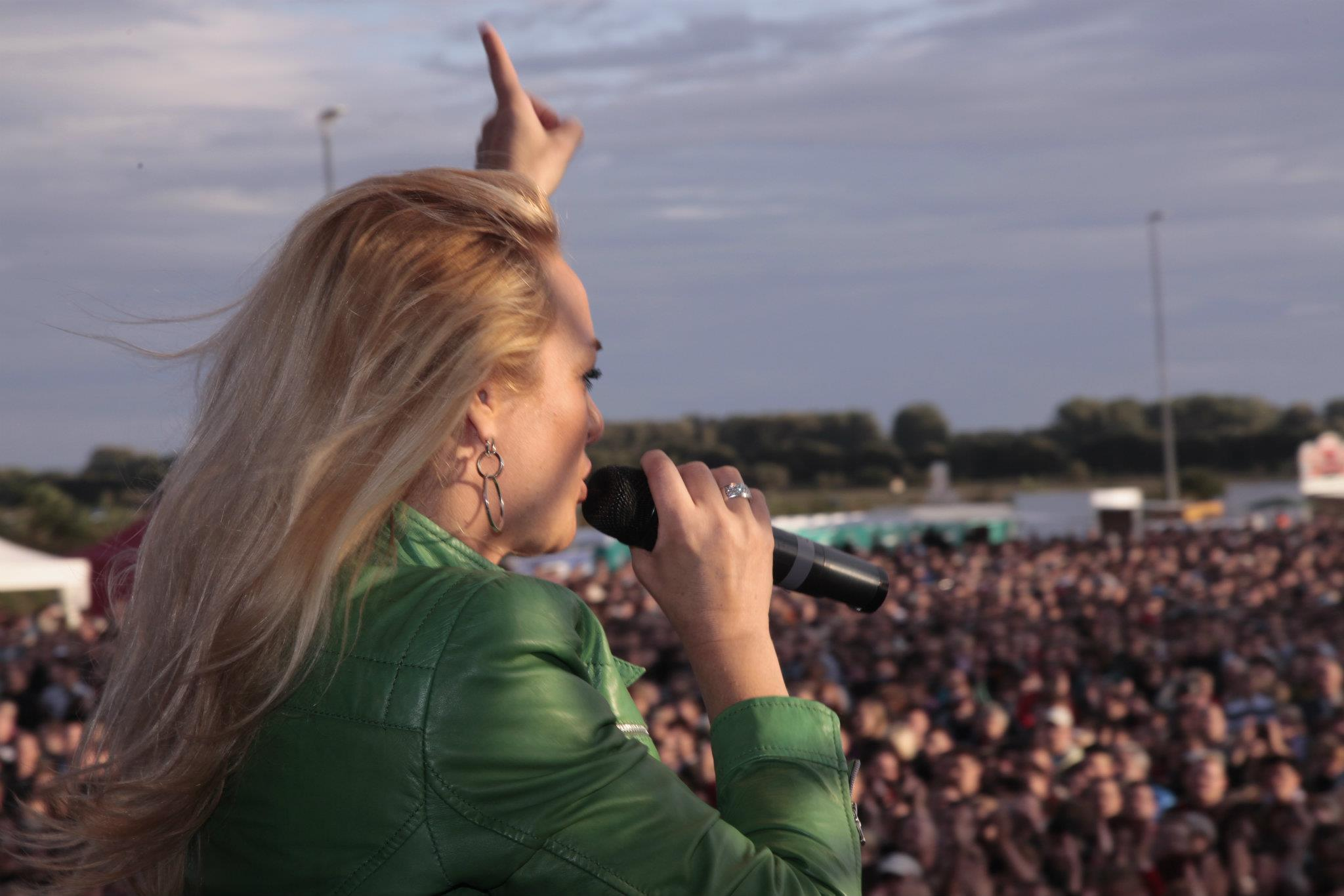
Billy Wulff bei der VR Star Arena 2009

Billy Wulff (* 1971 in Brandenburg an der Havel) ist eine deutsche Radiomoderatorin bei MDR Sachsen-Anhalt. 

## Leben
Billy Wulff machte 1989 ihr Abitur und absolvierte danach ein Pop- und Jazz-Gesangsstudium an der Musikhochschule Weimar. Zusätzlich machte sie ihr Staatsexamen für Lehramt Musik an Gymnasien und studierte Geografie an der Universität Jena. Mehrere Jahre war sie u. a. Sängerin und Frontfrau der Bands Rest of Best und der Chris Genteman Group. Sie stand deutschlandweit und im Ausland auf Bühnen, unter anderem in Spanien, Österreich und den USA. Im Theater Rudolstadt hatte sie mehrere Jahre ein Gastengagement. 
Ihre Radiokarriere begann sie 2001 beim landesweiten Privatsender Antenne Thüringen, wo sie gemeinsam mit Jens May die Morningshow moderierte. Sie präsentierte eigene Sendungen wie „Die Rockhits“ und die Kindersendung „Radio-Stars“. Auf Veranstaltungen wie der Antenne Thüringen Beach Party und dem Krämerbrückenfest trat sie als Lead-Sängerin der Antenne Thüringen Allstars auf, einer Band von Mitarbeitern/-innen des Senders.
Ab 2006 moderierte sie gemeinsam mit Steffen Lukas die Morningshow von Radio PSR, ab 2009 gemeinsam mit Holger Tapper die Morningshow von Radio Brocken. Für Radio Brocken trat sie als Moderatorin und Sängerin bei Veranstaltungen auf, unter anderem bei der VR Star Arena 2009 mit 25 000 Zuschauern.
Seit 2011 gehört Billy Wulff zum Moderatorenteam von MDR Sachsen-Anhalt. Sie moderierte im Vorabend und am Vormittag. Seit 2016 präsentiert sie im Wechsel die Nachmittagssendung. Zusätzlich moderiert sie im Wechsel die Frühsendung von MDR Sachsen-Anhalt am Sonntag.
Für den MDR moderierte Billy Wulff Veranstaltungen wie das MDR Harz Open Air, das MDR Burgenland Open Air, die MDR Sommertour 2013 in Burg, den MDR Oldiemarathon 2013 sowie die MDR Kultnacht 2017 sowie mehrfach den Sachsen-Anhalt-Tag. 